# Monte San Valentín
Monte San Valentín, také známá jako Monte San Clemente, je nejvyšší hora v chilské části Patagonie o nadmořské výšce 4058 metrů a je nejvyšší hora jižně od 37 stupně jižní šířky s výjimkou Antarktidy. Hora se nachází na severním severním konci severopatogonského ledovcového pole.
Monte San Valentín je možné vystoupit od Lago Leones na jihovýchodě, nebo od Laguna San Rafael na západě. Výstup je dlouhý a obtížný kvůli většinou špatnému počasí. Při výstupu jsou časté úrazy a úmrtí.
U hory jsou zmatky s nadmořskou výškou. Původně byla odhadována na 3876 metrů Nordenskjoldem, ale později byla opravena na 4058 metrů. Posledně jmenovaná je nejčastěji citovaná nadmořská výška. Francouzská skupina, která zdolala San Valentín v roce 1993, zahrnovala dva geodety, kteří vypočítali výšku 4080±20 m pomocí GPS. V roce 2001 chilská skupina naměřila 4070±40 metrů, také pomocí GPS. Chilské mapování IGM však poskytuje pouze 3910 metrů. Mapy ChIGM jsou obvykle přesné a spolehlivé, ale vrchol je jednotně bílý, což může kartografům způsobovat problémy.